# Indeks cijena
Indeks cijena je normalizirani prosjek (obično ponderirani prosjek) relativnih cijena za danu klasu roba ili usluga u određenoj regiji, tijekom određenog vremenskog intervala. To je statistika osmišljena da pomogne u usporedbi kako se ovi srodnici cijena, gledano u cjelini, razlikuju između vremenskih razdoblja ili zemljopisnih lokacija.
Indeksi cijena imaju nekoliko potencijalnih upotreba. Za posebno široke indekse može se reći da indeks mjeri opću razinu cijena u gospodarstvu ili troškove života. Uži indeksi cijena mogu pomoći proizvođačima s poslovnim planovima i cijenama. Ponekad mogu biti korisni u usmjeravanju ulaganja.
Značajni indeksi cijena:
- Indeks potrošačkih cijena (CPI)
- Indeks proizvođačkih cijena (PPI)
- Indeks veleprodajnih cijena
- Indeks troškova zapošljavanja
- Indeks izvoznih cijena
- Indeks uvoznih cijena
- BDP-deflator

## Povijest ranih indeksa cijena
Nije postignut jasan konsenzus o tome tko je stvorio prvi indeks cijena. Najranije prijavljeno istraživanje u ovom području potječe od Velšanina Rice Vaughana, koji je proučavao promjenu razine cijena u svojoj knjizi Discourse of Coin and Coinage iz 1675. godine. Vaughan je želio odvojiti inflatorni utjecaj priljeva plemenitih metala koje je Španjolska donijela iz Novog svijeta od učinka zbog devalvacije valute. Vaughan je usporedio radne statute iz svog vremena sa sličnim statutima koji datiraju još od Edwarda III. Ovi statuti određuju plaće za određene zadatke i osiguravaju dobru evidenciju promjena u razinama plaća. Vaughan je zaključio da tržište osnovnog rada ne varira mnogo s vremenom i da bi osnovna radnička plaća vjerojatno kupovala istu količinu robe u različitim vremenskim razdobljima, tako da je plaća radnika djelovala kao košarica robe. Vaughanova analiza pokazala je da su razine cijena u Engleskoj porasle šest do osam puta tijekom prethodnog stoljeća.
Iako se Vaughanovo istraživanje može smatrati pretečom istraživanja indeksa cijena, njegova analiza zapravo nije uključivala izračun indeksa. Godine 1707. Englez William Fleetwood stvorio je možda prvi pravi indeks cijena. Student s Oxforda zamolio je Fleetwooda da pokaže kako su se cijene promijenile. Student je mogao izgubiti stipendiju jer je odredba iz 15. stoljeća zabranjivala studentima s godišnjim prihodima većim od pet funti da primaju stipendiju. Fleetwood, koji je već bio zainteresiran za promjenu cijena, prikupio je veliku količinu podataka o cijenama unatrag stotinama godina. Fleetwood je predložio indeks koji se sastoji od prosječnog jednostavnog indeksa cijene i koristio je svoje metode kako bi pokazao da se vrijednost od pet funti uvelike promijenila tijekom 260 godina. Argumentirao je u ime studenata s Oxforda i anonimno objavio svoje nalaze u svesku pod naslovom Chronicon Preciosum.

## Formalni izračun
Danom setu {\displaystyle C} roba i usluga, ukupna tržišna vrijednost transakcija u {\displaystyle C} u nekom periodu {\displaystyle t} bila bi
{\displaystyle \sum _{c\,\in \,C}(p_{c,t}\cdot q_{c,t})}
gdje
{\displaystyle p_{c,t}\,} predstavlja prevladavajuću cijenu od {\displaystyle c} u razdoblju {\displaystyle t}
{\displaystyle q_{c,t}\,} predstavlja količinu {\displaystyle c} prodanu u razdoblju {\displaystyle t}
Ako su, kroz dva razdoblja {\displaystyle t_{0}} i {\displaystyle t_{n}}, prodane iste količine svake robe ili usluge, ali po različitim cijenama
{\displaystyle q_{c,t_{n}}=q_{c}=q_{c,t_{0}}\,\forall c}
i
{\displaystyle P={\frac {\sum (p_{c,t_{n}}\cdot q_{c})}{\sum (p_{c,t_{0}}\cdot q_{c})}}}
P bi bio razumna mjera cijene skupa u jednom razdoblju u odnosu na onu u drugom i davao bi indeks koji bi mjerio ukupne relativne cijene, ponderirane prodanim količinama.
Naravno, za bilo koju praktičnu svrhu, kupljene količine rijetko su, ako uopće ikad, identične u bilo koja dva razdoblja. Kao takva, ovo nije baš praktična formula indeksa.
Netko bi mogao biti u iskušenju da malo izmijeni formulu u
{\displaystyle P={\frac {\sum (p_{c,t_{n}}\cdot q_{c,t_{n}})}{\sum (p_{c,t_{0}}\cdot q_{c,t_{0}})}}}
Međutim, ovaj novi indeks ne čini ništa za razlikovanje rasta ili smanjenja prodanih količina od promjena cijena. Da biste vidjeli da je to tako, razmislite što se događa ako se sve cijene udvostruče između njih {\displaystyle t_{0}} i {\displaystyle t_{n}}, dok količine ostaju iste: {\displaystyle P} će se udvostručiti. Sada razmislite što se događa ako se sve količine udvostruče između njih {\displaystyle t_{0}} i {\displaystyle t_{n}} dok sve cijene ostaju iste: {\displaystyle P} će se udvostručiti. U oba slučaja, promjena {\displaystyle P} je identična. Kao takav, {\displaystyle P} je indeks količine koliko i indeks cijena.
Različiti indeksi su konstruirani u pokušaju da se nadoknadi ova poteškoća.

### Paascheov i Laspeyresov indeks cijena
Dvije najosnovnije formule koje se koriste za izračun indeksa cijena su Paascheov indeks (nakon ekonomista Hermanna Paaschea [ˈpaːʃɛ] ) i Laspeyresov indeks (po ekonomistu Etienneu Laspeyresu [lasˈpejres]).
Paascheov indeks se izračunava kao
{\displaystyle P_{P}={\frac {\sum (p_{c,t_{n}}\cdot q_{c,t_{n}})}{\sum (p_{c,t_{0}}\cdot q_{c,t_{n}})}}}
dok se Laspeyresov indeks računa kao
{\displaystyle P_{L}={\frac {\sum (p_{c,t_{n}}\cdot q_{c,t_{0}})}{\sum (p_{c,t_{0}}\cdot q_{c,t_{0}})}}}
gdje {\displaystyle P} je relativni indeks razina cijena u dva razdoblja, {\displaystyle t_{0}} je bazno razdoblje (obično prva godina), i {\displaystyle t_{n}} razdoblje za koje se izračunava indeks.
Imajte na umu da je jedina razlika u formulama ta što prva koristi količine razdoblja n, dok druga koristi količine baznog razdoblja (razdoblja 0). Korisna mnemotehnika za pamćenje koji indeks koristi koju točku je da L dolazi ispred P u abecedi, tako da Laspeyresov indeks koristi ranije osnovne količine, a Paascheov indeks konačne količine.
Kada se primjenjuje na košarice pojedinačnih potrošača, Laspeyresov indeks od 1 navodi da si agent u tekućem razdoblju može priuštiti kupnju istog košarice koji je konzumirao u prethodnom razdoblju, s obzirom na to da se prihod nije promijenio; Paascheov indeks 1 bi naveo da je agent mogao potrošiti istu košaricu u baznom razdoblju kao što konzumira u tekućem razdoblju, s obzirom na to da se prihod nije promijenio.
Stoga se Paascheov indeks može smatrati indeksom gdje je numeraire košarica roba koristeći cijene tekuće godine i količine tekuće godine. Slično, Laspeyresov indeks se može smatrati indeksom cijena koji uzima košaricu dobara koristeći tekuće cijene i količine baznog razdoblja kao numeraire.
Laspeyresov indeks ima tendenciju precijeniti inflaciju (u okviru troškova života), dok je Paascheov indeks podcjenjuje jer indeksi ne uzimaju u obzir činjenicu da potrošači obično reagiraju na promjene cijena promjenom količina koje kupuju. Na primjer, ako cijene zauvijek rastu {\displaystyle c} zatim, ceteris paribus, tražene količine tog dobra trebale bi se smanjiti.

### Lowe indeksi
Mnogi indeksi cijena izračunavaju se postupkom Lowe indeksa. U indeksu cijena Lowe, ponderi rashoda ili količine povezani sa svakom stavkom ne izvlače se iz svakog indeksiranog razdoblja. Obično su naslijeđeni iz ranijeg razdoblja, koje se ponekad naziva baznim razdobljem rashoda. Općenito, ponderi rashoda se povremeno ažuriraju, ali cijene se ažuriraju u svakom razdoblju. Cijene se izvlače iz vremenskog razdoblja koje bi indeks trebao sažeti." Lowe indeksi su nazvani po ekonomistu Josephu Loweu. Većina CPI i indeksa troškova zapošljavanja iz Statističkog zavoda Kanade, američkog Ureda za statistiku rada i mnogih drugih nacionalnih statističkih ureda su Lowe indeksi. Lowe indeksi se ponekad nazivaju "modificiranim Laspeyresovim indeksom", pri čemu je glavna modifikacija izvlačenje količinskih pondera rjeđe od svakog razdoblja. Za indeks potrošačkih cijena, ponderi različitih vrsta rashoda općenito se izračunavaju iz anketa kućanstava koja se pitaju o njihovim proračunima, a takva su istraživanja rjeđa od prikupljanja podataka o cijenama. Drugi izraz je da su Laspeyresovi i Paascheovi indeksi posebni slučajevi Loweovih indeksa u kojima se svi podaci o cijenama i količinama ažuriraju u svakom razdoblju.
Usporedbe proizvodnje između zemalja često se koriste Lowe indeksi količine. Geary-Khamisova metoda korištena u Međunarodnom programu za usporedbu Svjetske banke je ovog tipa. Ovdje se podaci o količini ažuriraju za svako razdoblje iz svake od više zemalja, dok se uključene cijene zadržavaju iste kroz neko vremensko razdoblje, npr. "prosječne cijene za grupu zemalja".

### Fisherov indeks i Marshall–Edgeworthov indeks
Marshall-Edgeworthov indeks (nazvan po ekonomistima Alfredu Marshallu i Francisu Ysidru Edgeworthu), pokušava prevladati probleme podcjenjivanja i precjenjivanja Laspeyresovim i Paascheovim indeksima korištenjem aritmetičkih sredina veličina:
{\displaystyle P_{ME}={\frac {\sum [p_{c,t_{n}}\cdot {\frac {1}{2}}\cdot (q_{c,t_{0}}+q_{c,t_{n}})]}{\sum [p_{c,t_{0}}\cdot {\frac {1}{2}}\cdot (q_{c,t_{0}}+q_{c,t_{n}})]}}={\frac {\sum [p_{c,t_{n}}\cdot (q_{c,t_{0}}+q_{c,t_{n}})]}{\sum [p_{c,t_{0}}\cdot (q_{c,t_{0}}+q_{c,t_{n}})]}}}
Fisherov indeks, nazvan po ekonomistu Irvingu Fisheru ), također poznat kao Fisherov idealni indeks, izračunava se kao geometrijska sredina {\displaystyle P_{P}} i {\displaystyle P_{L}} :
{\displaystyle P_{F}={\sqrt {P_{P}\cdot P_{L}}}}
Svi ovi indeksi pružaju opće mjere relativnih cijena među vremenskim razdobljima ili lokacijama.

### Praktična razmatranja mjerenja

#### Normaliziranje brojeva indeksa
Indeksi cijena predstavljeni su kao brojevi indeksa, vrijednosti brojeva koje ukazuju na relativnu promjenu, ali ne i apsolutne vrijednosti (tj. jedna vrijednost indeksa cijena može se usporediti s drugom ili bazom, ali sam broj nema značenje). Indeksi cijena općenito odabiru baznu godinu i izjednačavaju tu vrijednost indeksa sa 100. Svaka druga godina izražava se kao postotak te bazne godine. U ovom primjeru neka 2000. bude bazna godina:
- 2000: izvorna vrijednost indeksa bila je 2,50 USD; 2,50 USD/2,50 USD = 100%, tako da je nova vrijednost indeksa 100
- 2001: izvorna vrijednost indeksa bila je 2,60 USD; 2,60 USD/2,50 USD = 104%, pa je nova vrijednost indeksa 104
- 2002: izvorna vrijednost indeksa bila je 2,70 USD; 2,70 USD/2,50 USD = 108%, tako da je nova vrijednost indeksa 108
- 2003: izvorna vrijednost indeksa bila je 2,80 USD; 2,80 USD/2,50 USD = 112%, pa je nova vrijednost indeksa 112

Kada je indeks normaliziran na ovaj način, značenje broja 112, na primjer, je da je ukupni trošak za košaricu proizvoda 4% veći u 2001. nego u baznoj godini (u ovom slučaju 2000.), 8% više u 2002., a 12% više u 2003. godini.

#### Relativna jednostavnost izračunavanja Laspeyresovog indeksa
Kao što se može vidjeti iz gornjih definicija, ako netko već ima podatke o cijeni i količini (ili, alternativno, podatke o cijenama i rashodima) za bazno razdoblje, tada su za izračun Laspeyresovog indeksa za novo razdoblje potrebni samo novi podaci o cijenama. Nasuprot tome, izračun mnogih drugih indeksa (npr. Paascheovog indeksa) za novo razdoblje zahtijeva i nove podatke o cijenama i nove podatke o količini (ili alternativno, i nove podatke o cijenama i nove podatke o izdacima) za svako novo razdoblje. Prikupljanje samo novih podataka o cijenama često je lakše nego prikupljanje i novih podataka o cijenama i novih podataka o količini, tako da izračun Laspeyresovog indeksa za novo razdoblje zahtijeva manje vremena i truda nego izračun drugih navedeih indeksa za novo razdoblje.
U praksi, indeksi cijena koje redovito sastavljaju i objavljuju nacionalne statističke agencije su tipa Laspeyresa, zbog gore navedenih poteškoća u dobivanju podataka o količini ili izdacima tekućeg razdoblja.

#### Računanje indeksa iz podataka o rashodima
Ponekad su, posebno za skupne podatke, podaci o izdacima dostupniji od podataka o količini. Za ove slučajeve, indeksi se mogu formulirati u smislu relativnih cijena i izdataka bazne godine, a ne količinama.
Evo preformulacije Laspeyresovog indeksa:
Neka {\displaystyle E_{c,t_{0}}} budu ukupni izdaci za dobro c u baznom razdoblju, tada (po definiciji) imamo {\displaystyle E_{c,t_{0}}=p_{c,t_{0}}\cdot q_{c,t_{0}}} pa stoga i {\displaystyle {\frac {E_{c,t_{0}}}{p_{c,t_{0}}}}=q_{c,t_{0}}}. Te vrijednosti možemo zamijeniti u našoj Laspeyresovoj formuli na sljedeći način:
{\displaystyle P_{L}={\frac {\sum (p_{c,t_{n}}\cdot q_{c,t_{0}})}{\sum (p_{c,t_{0}}\cdot q_{c,t_{0}})}}={\frac {\sum (p_{c,t_{n}}\cdot {\frac {E_{c,t_{0}}}{p_{c,t_{0}}}})}{\sum E_{c,t_{0}}}}={\frac {\sum ({\frac {p_{c,t_{n}}}{p_{c,t_{0}}}}\cdot E_{c,t_{0}})}{\sum E_{c,t_{0}}}}}
Slična se transformacija može napraviti za bilo koji indeks.

### Lančani vs nelančani izračuni
Gore navedeni indeksi cijena izračunati su u odnosu na fiksno bazno razdoblje. Alternativa je uzeti osnovno razdoblje za svako vremensko razdoblje kao razdoblje koje je neposredno prethodilo. To se može učiniti s bilo kojim od gore navedenih indeksa. Evo primjera s Laspeyresovim indeksom, gdje {\displaystyle t_{n}} je razdoblje za koje želimo izračunati indeks i {\displaystyle t_{0}} je referentno razdoblje koje učvrščuje vrijednost serije:
{\displaystyle P_{t_{n}}={\frac {\sum (p_{c,t_{1}}\cdot q_{c,t_{0}})}{\sum (p_{c,t_{0}}\cdot q_{c,t_{0}})}}\times {\frac {\sum (p_{c,t_{2}}\cdot q_{c,t_{1}})}{\sum (p_{c,t_{1}}\cdot q_{c,t_{1}})}}\times \cdots \times {\frac {\sum (p_{c,t_{n}}\cdot q_{c,t_{n-1}})}{\sum (p_{c,t_{n-1}}\cdot q_{c,t_{n-1}})}}}
Svaki element
{\displaystyle {\frac {\sum (p_{c,t_{n}}\cdot q_{c,t_{n-1}})}{\sum (p_{c,t_{n-1}}\cdot q_{c,t_{n-1}})}}}
odgovara na pitanje "za koji faktor su cijene porasle između razdoblja {\displaystyle t_{n-1}} i točka {\displaystyle t_{n}} ". Oni se množe zajedno kako bi se odgovorilo na pitanje "za koji faktor su cijene porasle od razdoblja {\displaystyle t_{0}} ". Indeks je tada rezultat tih množenja i daje cijenu u odnosu na razdoblje {\displaystyle t_{0}} cijene.
Ulančavanje je definirano za indeks količine baš kao i za indeks cijena.

## Teorija indeksnih brojeva
Formule indeksa cijena mogu se vrednovati na temelju njihovog odnosa s ekonomskim konceptima (poput troškova života) ili na temelju njihovih matematičkih svojstava. U literaturi o teoriji brojeva indeksa predloženo je nekoliko različitih testova takvih svojstava. W.E. Diewert sažeo je prošla istraživanja na popisu od devet takvih testova za indeks cijena {\displaystyle I(P_{t_{0}},P_{t_{m}},Q_{t_{0}},Q_{t_{m}})}, gdje {\displaystyle P_{t_{0}}} i {\displaystyle P_{t_{m}}} su vektori koji daju cijene za bazno razdoblje i referentno razdoblje dok {\displaystyle Q_{t_{0}}} i {\displaystyle Q_{t_{m}}} navedite količine za ta razdoblja.
1. Test identiteta:
{\displaystyle I(p_{t_{m}},p_{t_{n}},\alpha \cdot q_{t_{m}},\beta \cdot q_{t_{n}})=1~~\forall (\alpha ,\beta )\in (0,\infty )^{2}}
Test identiteta u osnovi znači da ako cijene ostanu iste, a količine ostanu u istom omjeru jedna s drugom (svaka količina artikla se množi s istim faktorom od {\displaystyle \alpha }, za prvo razdoblje, ili {\displaystyle \beta }, za kasnije razdoblje) tada će vrijednost indeksa biti 1.
2. Test proporcionalnosti:
{\displaystyle I(p_{t_{m}},\alpha \cdot p_{t_{n}},q_{t_{m}},q_{t_{n}})=\alpha \cdot I(p_{t_{m}},p_{t_{n}},q_{t_{m}},q_{t_{n}})}
Ako se svaka cijena u izvornom razdoblju poveća za faktor α, onda bi se indeks trebao povećati za faktor α.
3. Nepromjenjivost na promjene u testu razmjera:
{\displaystyle I(\alpha \cdot p_{t_{m}},\alpha \cdot p_{t_{n}},\beta \cdot q_{t_{m}},\gamma \cdot q_{t_{n}})=I(p_{t_{m}},p_{t_{n}},q_{t_{m}},q_{t_{n}})~~\forall (\alpha ,\beta ,\gamma )\in (0,\infty )^{3}}
Indeks cijena se ne bi trebao mijenjati ako se cijene u oba razdoblja povećaju za jedan faktor, a količine u oba razdoblja za drugi faktor. Drugim riječima, veličina vrijednosti količina i cijena ne bi trebala utjecati na indeks cijena.
4. Test usporedivosti:
Na indeks ne bi trebao utjecati izbor jedinica koje se koriste za mjerenje cijena i količina.
5. Simetrično tretiranje vremena (ili, u paritetnim mjerama, simetrično tretiranje mjesta):
{\displaystyle I(p_{t_{n}},p_{t_{m}},q_{t_{n}},q_{t_{m}})={\frac {1}{I(p_{t_{m}},p_{t_{n}},q_{t_{m}},q_{t_{n}})}}}
Obrnuti redoslijed vremenskih razdoblja trebao bi proizvesti recipročnu vrijednost indeksa. Ako se indeks izračunava od najnovijeg vremenskog razdoblja do ranijeg vremenskog razdoblja, trebao bi biti recipročan indeks koji se nalazi od ranijeg razdoblja do novijeg.
6. Simetrični tretman robe:
Sve robe trebale bi imati simetričan učinak na indeks. Različite permutacije istog skupa vektora ne bi trebale mijenjati indeks.
7. Test monotonosti:
{\displaystyle I(p_{t_{m}},p_{t_{n}},q_{t_{m}},q_{t_{n}})\leq I(p_{t_{m}},p_{t_{r}},q_{t_{m}},q_{t_{r}})~~\Leftarrow ~~p_{t_{n}}\leq p_{t_{r}}}
Indeks cijena za niže kasnije cijene trebao bi biti niži od indeksa cijena s višim cijenama kasnijeg razdoblja.
8. Test srednje vrijednosti:
Ukupna relativna cijena koju implicira indeks cijena treba biti između najmanjih i najvećih relativnih cijena za sve proizvode.
9. Test kružnosti:
{\displaystyle I(p_{t_{m}},p_{t_{n}},q_{t_{m}},q_{t_{n}})\cdot I(p_{t_{n}},p_{t_{r}},q_{t_{n}},q_{t_{r}})=I(p_{t_{m}},p_{t_{r}},q_{t_{m}},q_{t_{r}})~~\Leftarrow ~~t_{m}\leq t_{n}\leq t_{r}}
S obzirom na tri naručena razdoblja {\displaystyle t_{m}}, {\displaystyle t_{n}}, {\displaystyle t_{r}}, indeks cijena za razdoblja {\displaystyle t_{m}} i {\displaystyle t_{n}} puta indeks cijena za razdoblja {\displaystyle t_{n}} i {\displaystyle t_{r}} trebao bi biti ekvivalentan indeksu cijena za razdoblja {\displaystyle t_{m}} i {\displaystyle t_{r}} .

## Promjena kvalitete
Indeksi cijena često bilježe promjene u cijenama i količinama roba i usluga, ali često ne uzimaju u obzir promjene u kvaliteti roba i usluga. To bi se moglo prevladati ako bi se glavna metoda povezivanja cijene i kvalitete, odnosno hedonistička regresija, mogla preokrenuti. Tada bi se promjena kvalitete mogla izračunati iz cijene. Umjesto toga, statističke agencije općenito koriste indekse cijena usklađenih modela, gdje se cijena jednog modela određene robe procjenjuje u istoj trgovini u redovitim vremenskim intervalima. Metoda usklađenog modela postaje problematična kada statističke agencije pokušaju koristiti ovu metodu na robama i uslugama s brzim prometom u značajkama kvalitete. Na primjer, računala se brzo poboljšavaju i određeni model može brzo zastarjeti. Statističari koji izrađuju indekse cijena usklađenih modela moraju odlučiti kako usporediti cijenu zastarjele stavke koja je izvorno korištena u indeksu s novom i poboljšanom stavkom koja je zamjenjuje. Statističke agencije koriste nekoliko različitih metoda za takve usporedbe cijena.
Problem o kojem se gore raspravlja može se predstaviti kao pokušaj premošćavanja jaza između cijene za stari artikl u trenutku t, {\displaystyle P(M)_{t}}, s cijenom novog artikla u kasnijem vremenskom razdoblju, {\displaystyle P(N)_{t+1}}.
- Metoda preklapanja koristi cijene prikupljene za obje stavke u oba vremenska razdoblja, t i t+1. Cijena relativna {\displaystyle {P(N)_{t+1}}} / {\displaystyle {P(N)_{t}}} koristi se.
- Metoda izravne usporedbe pretpostavlja da razlika u cijeni dvaju artikala nije posljedica promjene kvalitete, pa se u indeksu koristi cjelokupna razlika u cijeni. {\displaystyle P(N)_{t+1}} / {\displaystyle P(M)_{t}} koristi se kao relativna cijena.
- Link-to-show-no-change pretpostavlja suprotno od metode izravne usporedbe; pretpostavlja da je cijela razlika između dvije stavke posljedica promjene kvalitete. Relativna cijena temeljena na linku-to-show-no-change je 1.[17]
- Metoda brisanja jednostavno ostavlja relativnu cijenu za promjenjivu stavku izvan indeksa cijena. To je ekvivalentno korištenju prosjeka ostalih relativnih cijena u indeksu kao relativne cijene za promjenjivu stavku. Slično, pripisivanje srednje vrijednosti klase koristi prosječnu cijenu u odnosu na stavke sa sličnim karakteristikama (fizičkim, geografskim, ekonomskim, itd.) M i N.[18]